# Frayssinet
Frayssinet – miejscowość i gmina we Francji, w regionie Oksytania, w departamencie Lot.
Według danych na rok 1990 gminę zamieszkiwało 251 osób, a gęstość zaludnienia wynosiła 15 osób/km² (wśród 3020 gmin regionu Midi-Pireneje Frayssinet plasuje się na 812. miejscu pod względem liczby ludności, natomiast pod względem powierzchni na miejscu 687.).